# Њуарк (Тексас)
Њуарк (енгл. Newark) град је у америчкој савезној држави Тексас. По попису становништва из 2010. у њему је живело 1.005 становника.

## Демографија
Према попису становништва из 2010. у граду је живело 1.005 становника, што је 118 (13,3%) становника више него 2000. године.
| Група             | 2000.       | 2010.       |
| Белци             | 773 (87,1%) | 786 (78,2%) |
| Афроамериканци    | 2 (0,2%)    | 2 (0,2%)    |
| Азијати           | 4 (0,5%)    | 3 (0,3%)    |
| Хиспаноамериканци | 95 (10,7%)  | 193 (19,2%) |
| Укупно            | 887         | 1.005       |